# Priorité (informatique)
 (août 2017).
Si vous disposez d'ouvrages ou d'articles de référence ou si vous connaissez des sites web de qualité traitant du thème abordé ici, merci de compléter l'article en donnant les références utiles à sa vérifiabilité et en les liant à la section « Notes et références ».
Pour les articles homonymes, voir Priorité.
La priorité est une des caractéristiques de la gestion d'une tâche informatique permettant, entre autres, de déterminer son accès à une ressource.
Une tâche correspond à un traitement à réaliser. Une ressource est un moyen permettant de réaliser la tâche.
Cette méthode a été inventée par J. Halcombe Laning au milieu des années 1950 au MIT, qui sera ensuite introduite et appliquée pour la Nasa dans les années 1960, pour l'ordinateur de bord du LEM de la mission Appolo 11.

## Exemple: priorité des processus
Dans un système d'exploitation multi-tâches, les processus (correspondant par exemple à un programme d'un utilisateur) sont en concurrence pour avoir accès au processeur. L'ordonnanceur est la partie du système d'exploitation qui attribue des priorités aux processus. C'est le processus le plus prioritaire qui accède au processeur. Après traitement par le processeur, ce processus ne sera plus le plus prioritaire, de manière à laisser la ressource à d'autres processus.

## Exemple: priorité des interruptions
Sur une carte mère, les périphériques gérant les entrées-sorties (eg. clavier, imprimante...) doivent être servis régulièrement par le processeur, à moins qu'ils ne disposent d'un accès direct mémoire ou DMA. La priorité n'est pas donnée au périphérique le plus rapide mais plutôt au périphérique qui ne peut attendre. Ainsi, dans les anciennes machines à cartes, le lecteur de cartes, qui envoyait une interruption à chaque colonne lue disposait de la priorité la plus haute, d'autant que le traitement de chaque colonne ne prenait que quelques cycles et ne pénalisait guère le reste.